# Rasmus Sørensen
Rasmus Sørensen (* 29. Juni 1997) ist ein dänischer Jazzmusiker (Piano, Komposition).

## Leben und Wirken
Sørensen, der in einer musikalischen Familie im ländlichen Dänemark geboren und aufgewachsen ist, besuchte 2016 das Jazzprogramm an der Skurups Folkhögskola in Schweden und zog im Jahr darauf nach Kopenhagen, um sich als professioneller Musiker zu versuchen. Dort bildete er mit Simon Balvig, Jon Henriksson und Amund Kleppan das Aloft Quartet. 2018 zog er nach New York, wo er an der Manhattan School of Music studierte.
Nachdem Sørensen im Laufe der Jahre mit einer Vielzahl von Künstlern aus verschiedenen Genres zusammenarbeitete und ausgiebig tourte, erschien 2022 bei April Records sein erstes Trio-Album Traits, das eine große musikalische Bandbreite aufweist. Sein zweites Album, nun im Trio mit dem Schlagzeuger Kendrick Scott und dem Bassisten Alex Claffy, erschien 2024 mit drei Eigenkompositionen, zwei Klassikern aus dem Great American Songbook und einem weniger bekannten Coltrane-Titel und führte dazu, dass er im selben Jahr den Danish Music Award in der Kategorie „Jazzmusiker des Jahres“ erhielt.
Wiederum im Trio mit Bassist Jon Henriksson und Schlagzeuger Francesco Ciniglio, der auch im Quartett von Wynton Marsalis spielt, entstand zurück in Kopenhagen sein drittes Album At the Right Time, das ebenfalls 2024 auf April erschien.  Mit dem Quartett The Action 4s (zu dem noch Mathias Heise, Conor Chaplin und Anton Eger gehören) veröffentlichte er 2025 ein gleichnamiges Album. Er ist auch auf Alben des Aloft Quartet, von Casper Hejlesen, von Jon Henriksson und von Amund Kleppan zu hören.